# Bohumil Krejza
Bohumil Krejza (* 24. března 1973 Mělník) je český hudebník a spisovatel.

## Život
Vystudoval Gymnázium Jana Palacha v Mělníce. Hrál již od 90. let 20. století, a to v kapelách Bez obav s obavou, Booby Prize, Anyway, Dead letters. Od roku 2019 hraje v kapele Hippie Chippies. Napsal knihy Malé město, Jakeš vs. Predátor, Hormon štěstí, Příběhy z deníku krále E, Gumový Pulec a Ali a Dívka ze Studny.